# Проскомидия
Проскоми́дия (греч. προσκομιδή «принесение, подношение» от προσκομίζω «приношу») — первая часть литургии западно-сирийского и византийского обряда (как в литургии Иоанна Златоуста, так и в литургии Василия Великого). На ней путём особых священнодействий из принесённых хлеба и вина приготовляется вещество для евхаристии, при этом совершается поминовение всех членов Церкви, как живых, так и усопших.
Проскомидия совершается иереем или епископом в алтаре на жертвеннике во время чтения часов.

## Требования к хлебу и вину
Хлеб для проскомидии должен быть свежим, чистым, пшеничным, хорошо промешенным и приготовленным с закваской, в современной практике — на дрожжах («квасный»). После церковной реформы патриарха Никона для проскомидии стали использовать пять просфор (до реформы литургию служили на семи просфорах) в воспоминание Евангельского чуда о насыщении Христом пятью хлебами пяти тысяч человек. По внешнему виду просфоры должны быть округлыми и двухсоставными (двухъярусными) в ознаменование двух естеств Иисуса Христа. Для проскомидии просфоры полностью не используется — из них копием изымаются частицы.
Для изъятия Агнца используется просфора с особой печатью сверху в виде знака креста, разделяющего собой надпись:
| ІС҃ | ХС҃ |
| НИ | КА |

(«Ιисус Христос побеждает»). На прочих просфорах могут быть изображения Божией Матери или святых. Исторические свидетельства об Агнце начинают встречаться с IX—X веков: видимо, в древности его приготовление не являлось ещё общепринятым литургическим действием. Первое по времени упоминание об Евхаристическом Агнце принадлежит Константинопольскому патриарху Герману.
Вино для проскомидии должно быть натуральным виноградным вином без примесей. B Православных церквях обычно употребляется красное вино, хотя в Румынской церкви допускают литургическое использование белого вина (так же, как и в латинском обряде у римо-католиков).
В церковных текстах нигде не оговаривается конкретная марка вина, но начиная с XIX века в Русской церкви сложилась традиция использовать для евхаристии вино марки «Кагор» — как одного из лучших вин XIX века (несмотря на низкое качество современного «Кагора», стандарт которого сформировался в советское время).
Во время совершения проскомидии вино, соединённое с водой, вливают в потир, в воспоминание того, что, когда Господь Иисус Христос находился на кресте, один из воинов копьём пронзил Ему ребро, и из пронзённого ребра истекли кровь и вода.
Никаких фруктовых соков вместо виноградного вина употреблять не положено.

## Порядок совершения проскомидии
Иерей творит входные молитвы, входит в алтарь, облачается, омывает руки и на жертвеннике при закрытых Царских вратах начинает совершать проскомидию. При каждом священнодействии он произносит строго установленные тайные молитвы.

### Приготовление Агнца
Иерей берёт в левую руку просфору для Агнца — Агничную просфору, обращая её буквами IС ХС к себе, а в правую — копие и трижды творит копием знамение креста над печатью просфоры, произнося каждый раз слова «В воспоминание Господа и Бога и Спаса нашего Иисуса Христа». Затем приступает к вырезанию из просфоры Агнца:
- режет с левой стороны печати (где буквы IС и НИ) со словами «Яко овча на заколение ведеся» (Ис. 53:7);
- режет с правой стороны (где буквы ХС и КА) со словами «И яко агнец непорочен, прямо стригущаго его безгласен, тако не отверзает уст своих» (Ис. 53:7);
- надрезает верхнюю сторону печати (где буквы IС ХС), произнося «Во смирение Его суд Его взятся» (Ис. 53:8);
- надрезает нижнюю сторону печати (где буквы НИ КА), произнося «Род же Его кто исповесть?» (Ис. 53:8).

Иерей надрезает просфору с нижней её части и вынимает Агнец от надрезанных нижней и четырёх внешних сторон её, произнося слова: «Яко вземлется от земли живот Его» (Ис. 53:8).
Затем полагает его в центре дискоса.
После этого Агнец крестообразно надрезается с нижней стороны с произнесением слов: «Жрется (приносится в жертву) Агнец Божий, вземляй (взявший на Себя) грех мира, за мирский живот (жизнь) и спасение». После этого священник прободает (протыкает) копием правую сторону Агнца, произнося слова из Евангелия от Иоанна: «един от воин копием ребра Ему прободе и абие (тотчас) изыде кровь и вода; и видевый свидетельствова и истинно есть свидетельство его» (Ин. 19:34). По произнесении этих слов в потир вливается вино, смешанное с водой.

### Изъятие частиц из прочих просфор
Перед объяснением проскомидии следует заметить, что стороны на дискосе во время проскомидии считаются в обратном порядке, против обыкновенного, т.е. левая считается правой, а правая — левой; иными словами, считаются по отношению к положению Агнца, а не по отношению к священнику. В иерусалимском служебнике есть примечание об этом; венецианская же редакция содержит подробное объяснение этому мелким шрифтом на двух страницах; славянская не говорит ничего.
- из второй, Богородичной, просфоры вынимается частица в память Богоматери и полагается на дискос по правую сторону Агнца (с точки зрения священника - по левую[4]); в монастырях эта просфора используется в Чине о панагии — вкушение её завершает братский обед.
- из третьей, девятичинной, просфоры вынимаются девять частиц, помещаемых по левую сторону Агнца (с точки зрения священника - по правую[4]), по подобию девяти чинов ангелов, и также в память:

1. Иоанна Предтечи (по греческим служебникам первая частица вынимается в честь «Всевеликих Чиноначальников Михаила и Гавриила и всех Небесных Сил», тогда как вторая соединяет в себе поминовение Иоанна Предтечи и всех пророков поименно, как и в русских служебниках)[5],
2. пророков,
3. апостолов,
4. святителей,
5. мучеников и мучениц,
6. преподобных отцев и матерей,
7. бессребреников,
8. праведных богоотец Иоакима и Анны, святых храма, дневных и равноапостольных,
9. составителя литургии: Иоанна Златоуста или Василия Великого;

- из четвёртой просфоры вынимаются две больших частицы и полагаются на дискос ниже Агнца: одна в память ныне живущих патриархов, правящаго и других архиереев, священства, диаконства и монашества, вторая — за страну, где совершается литургия, православных людей, властей и воинство. Из этой же просфоры могут выниматься и другие (маленькие) частицы с поминовением имён живых. В греческих церквах при большом количестве имён вместо вынимания отдельных частиц принято выструживание копием по одной из сторон просфоры — выструженные частицы занимают на дискосе меньше места;
- из пятой просфоры вынимаются частицы в память усопших и полагаются ниже частиц, вынутых за живых.

Затем вынимаются частицы из малых просфор (число которых не ограничивается), поданных заранее верующими. В это время читаются поминания о здравии и спасении живых и об упокоении усопших. Вынутые частицы помещаются на дискос вместе с частицами из четвёртой и пятой просфор.
Завершается проскомидия, когда на клиросе читаются 3-й и 6-й (а иногда и 9-й) Часы. На Пасху проскомидия совершается до пасхальной полунощницы — перед началом богослужения.
При совершении Литургии архиереем проскомидия с выниманием частиц из просфор заканчивается во время Великого входа.
Все частицы по окончании Литургии опускаются священником в потир со словами: «Отмы́й (омой), Господи, грехи поминавшихся зде Кровию Твоею честною, молитвами святых Твоих».

### Прочие действия
На дискос с вынутыми частицами устанавливается звездица. Затем дискос и потир покрываются отдельными покровцами, а поверх одним большим покровом — возду́хом. Установленная звездица предотвращает при этом нарушение порядка частиц.
Затем иерей или диакон кадит перед Дарами, иереем произносится молитва, в которой он от имени всех литургисающих просит Бога благословить предложенные Дары, помянуть принёсших эти Дары и тех, за кого они принесены, самого же его сделать достойным для священнодействия.

## Символическое значение проскомидии
На проскомидии вместе с воспоминанием о Рождестве Иисуса Христа воспоминаются Его страдания и смерть. Вследствие этого слова́ и действия проскомидии имеют двойной теолого-духовный смысл.
Приготовление Святого Хлеба и изъятие Агнца знаменуют рождение Иисуса Христа. Жертвенник знаменует Вертеп, дискос — ясли, в которых был положен младенец Христос, звездица — Вифлеемскую звезду, которая привела волхвов в Вифлеем, покровцы — пелены, которыми был укрыт Богомладенец. Потир, кадильница и фимиам знаменуют собой дары, принесённые волхвами. Творимые иереем молитвы и славословия знаменуют собой поклонение и славословие вифлеемских пастухов и волхвов. С точки зрения воспоминаний страданий Христовых дискос символизирует гроб Господень (Усыпальницу Христову), покровы — погребальные пелены, а крестообразное разрезание Агнца и протыкание (прободение) его копием символизируют распятие Иисуса Христа и излияние Его крови.
Соединение всех частиц вокруг Агнца на дискосе символизирует Христианскую Церковь, Глава которой есть Иисус Христос.
В Иконоборческий период (726—843) проскомидию иногда называли чином протесиса (греч. πρόθεσης — предложение, или лат. credenza — жертвенник) — символическим изображением земной жизни Спасителя и главных моментов Его искупительных деяний, что во многом определялось особым христоцентризмом и взглядом на Евхаристические Дары как на единственное истинное изображение (икону) Иисуса Христа, характерным для иконоборческой эпохи.